# Igreja Evangélica do Chade
A Igreja Evangélica do Chade (em francês: Église Évangélique au Tchad, sigla: EET) é uma denominação protestante unida presente no país africano do Chade. Foi oficialmente constituída em 1962, resultado da unificação de missões protestantes da Missão Unida do Sudão, Cruzada Mundial de Evangelização (Worldwide evangelization Crusade ou WEC) e missões menonitas francesas.
Desde o final da década de 1990, é a maior denominação protestante do país.

## História
Em 1926, um casal de missionários canadenses, Florence e Victor Veary, da Missão Unida do Sudão (MUS), viajou para o Chade. inicialmente, foram estabelecidas igrejas na província de Logone, no sudoeste. Depois disso, foram estabelecida a estação de Bébalem. Anos depois, estabeleceram-se em N'Djamena (então Forte Lamy). O foco principal da missão foi a evangelização de muçulmanos.
Em 1952 que a filial francesa da MUS foi criada com o nome de Missão Protestante Franco-Suíça do Chade (MPFST).
Em 1960, o Chade se tornou independente e a MUS foi oficialmente reconhecida pelo governo chadiano. Os diferentes ramos da MUS dividiram os diversos setores geográficos do país, bem como as diversas atividades. Assim, desde então, as diferentes Missões continuaram seu trabalho neste país.
Na véspera da declaração de independência, Victor Veary, o primeiro missionário da SUM no Chade, incentivou a igreja a se tornar independente, o que foi feito.
A Cruzada Mundial de Evangelização (Worldwide evangelization Crusade ou WEC) e as igrejas menonitas francesas também haviam estalecido missões no país. Sendo assim, em 1962, essas igrejas decidiram se unir à MUS.
A igreja resultante da fusão passou a se chamar Igreja Evangélica do Chade (em francês: Église Évangélique au Tchad, sigla: EET).
Em 2004, era estimado que a igreja tinha 200 mil membros.
Em 2024, a denominação realizou sua 51ª assembleia geral. À época, o presidente do escritório geral da denominação era Dr. Tao Vaileck Elysée.